# Lappenberg
Lappenberg es una calle histórica en el centro de la ciudad de Hildesheim, en el estado federado de Baja Sajonia de Alemania. Se trata del centro de la antigua judería de la ciudad. Lappenberg se ubica en el distrito histórico Ciudad Nueva de Hildesheim.

## Situación
Lappenberg es una calle con una plaza triangular. Se halla al borde del distrito histórico Neustadt (Ciudad Nueva de Hildesheim) entre la calle Wollenweberstrasse y la Neues Tor, una antigua puerta de la ciudad construida en la Edad Media. En el sur de Lappenberg está ubicado el terraplén Kehrwiederwall que es uno de los restos del sistema de las fortificaciones medievales de Hildesheim. La torre Kehrwiederturm, uno de los símbolos de Hildesheim más conocidos, se encuentra detrás de Lappenberg en la pequeña calle Am Kehrwieder.

## Historia

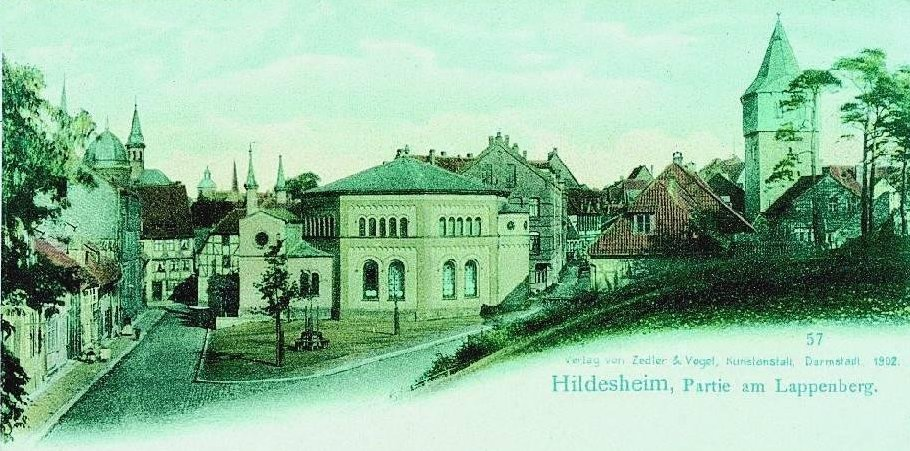
La sinagoga de Hildesheim.

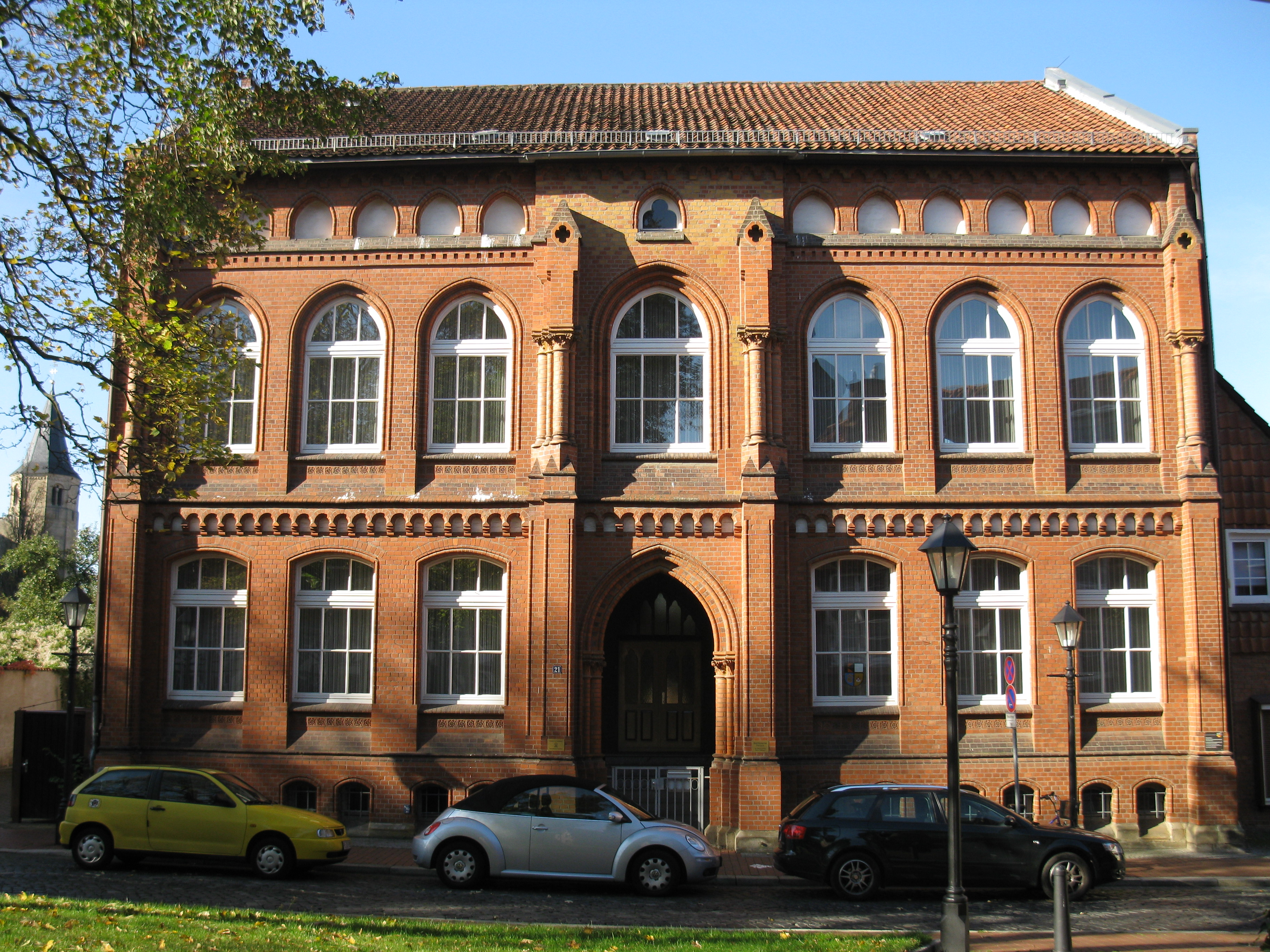
Antigua escuela de la judería.

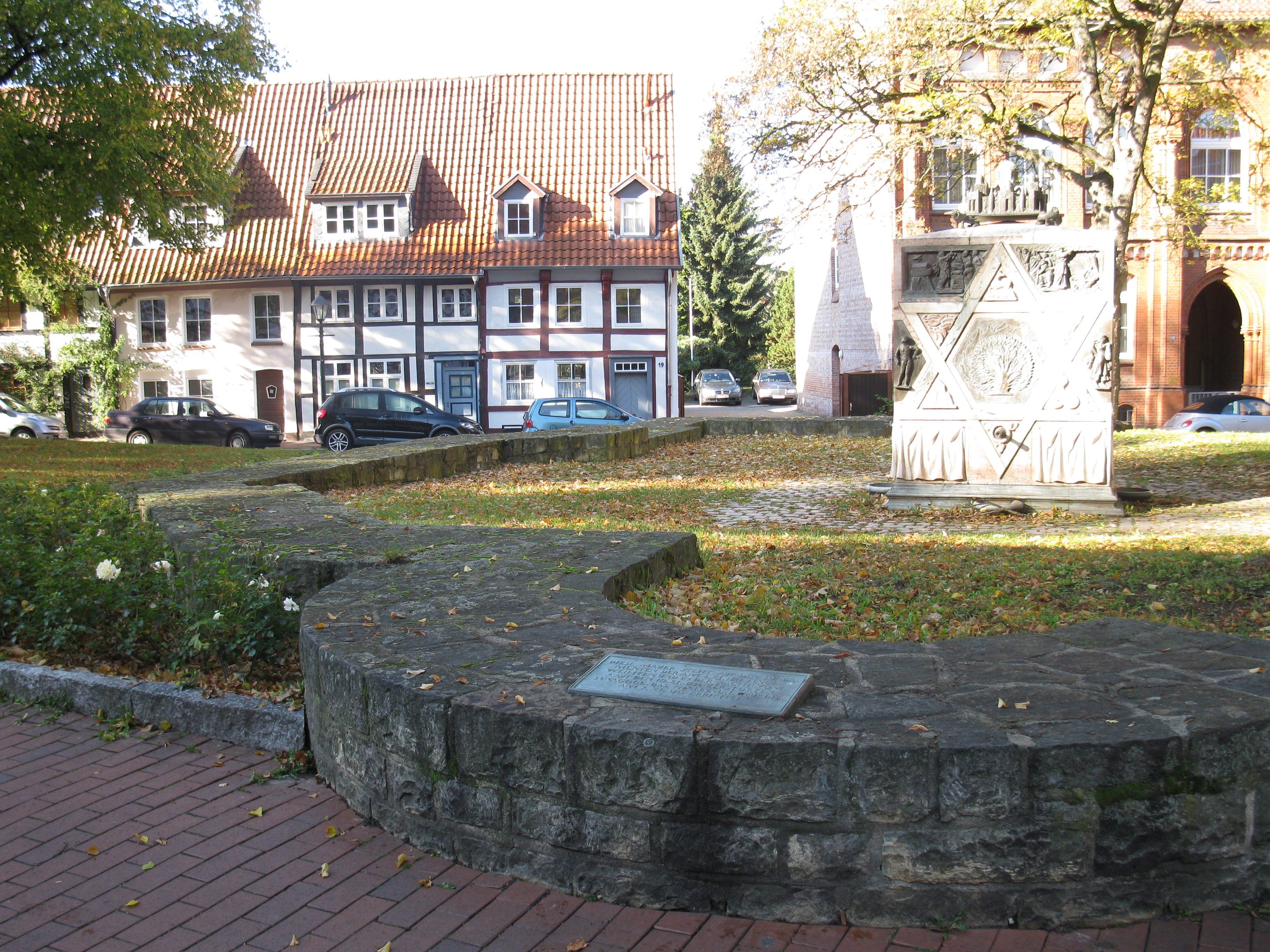
Monumento de la sinagoga.

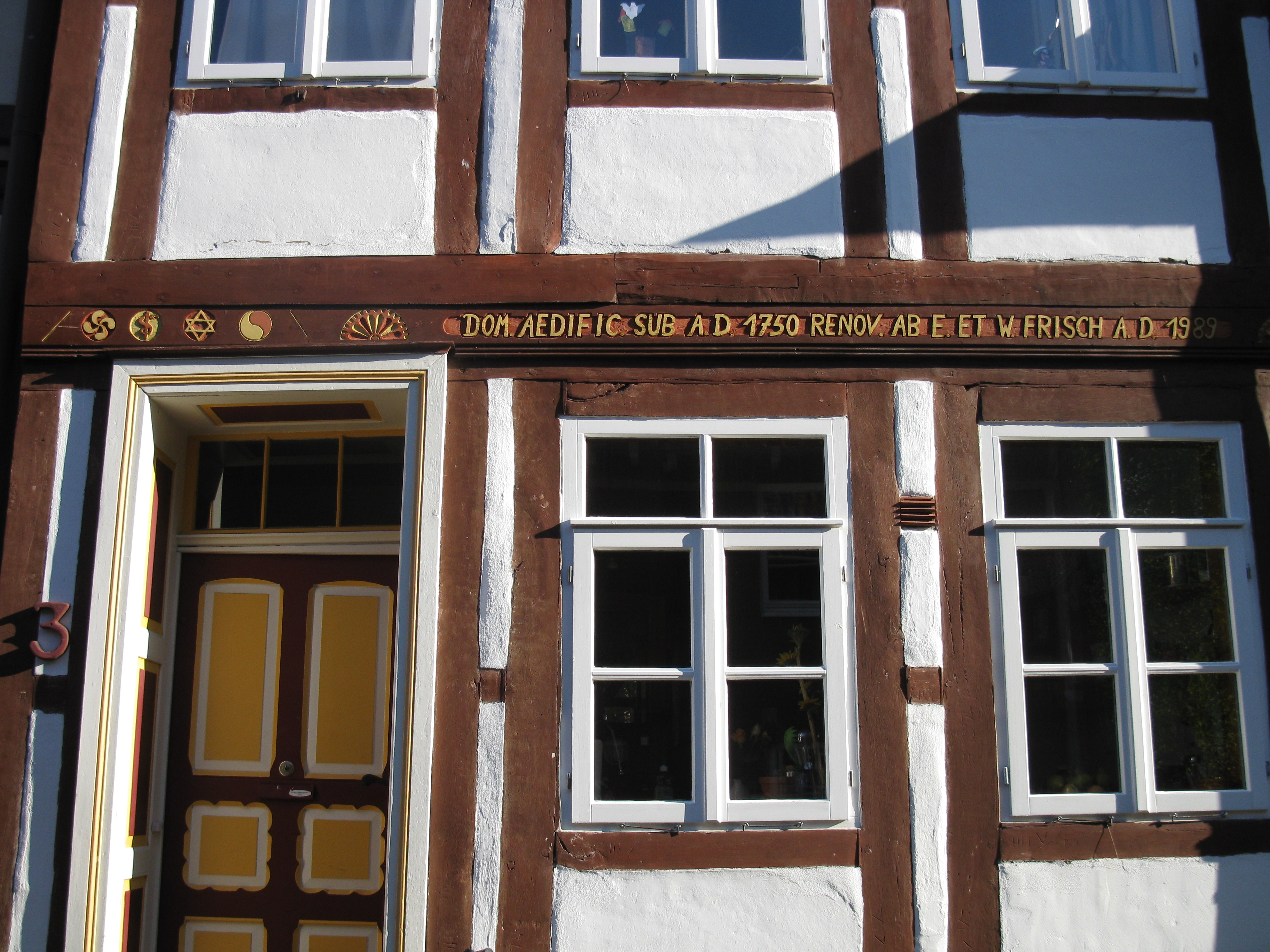
Casa con la Estrella de David por encima de la entrada.

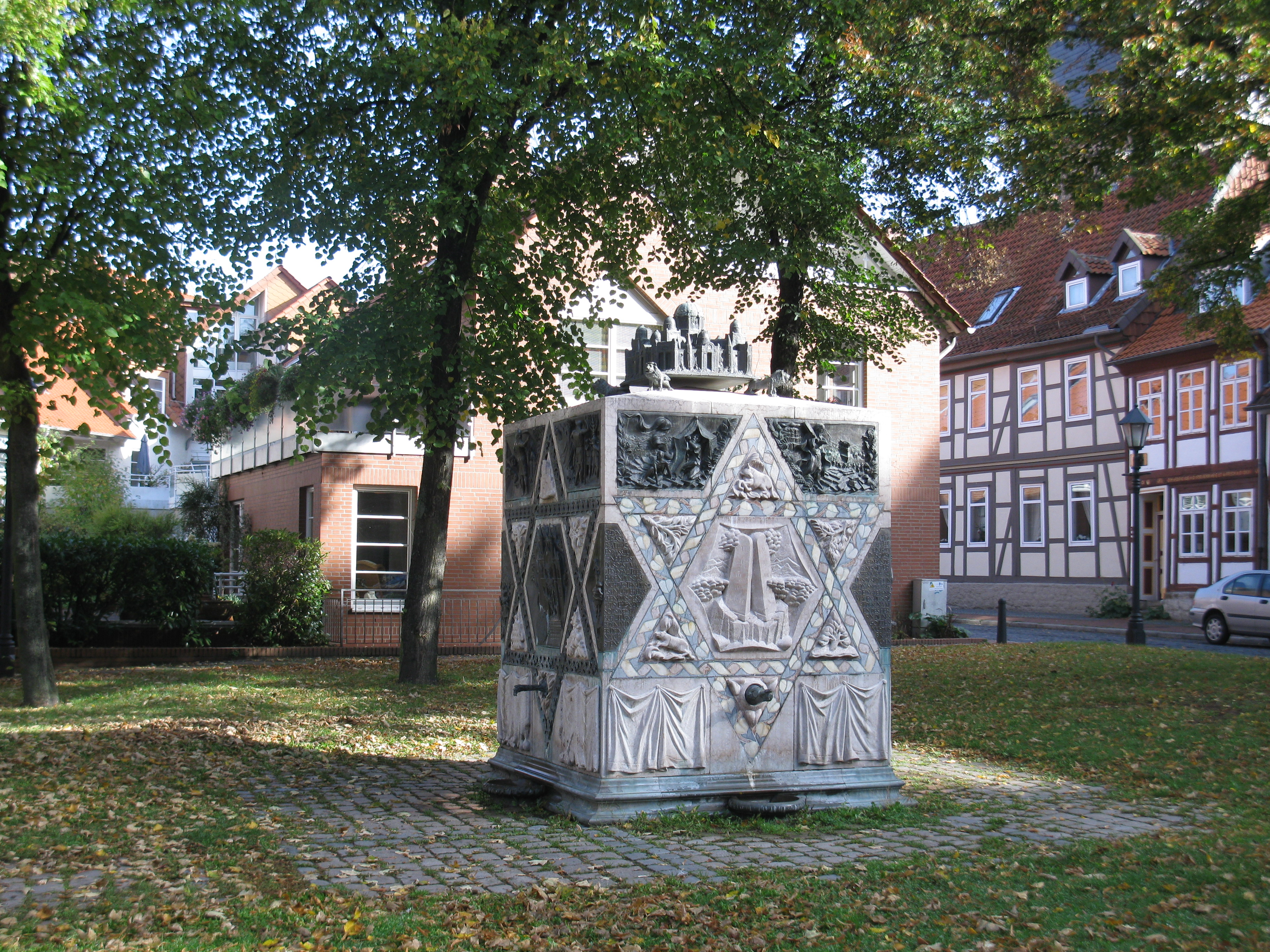
Monumento de la sinagoga.

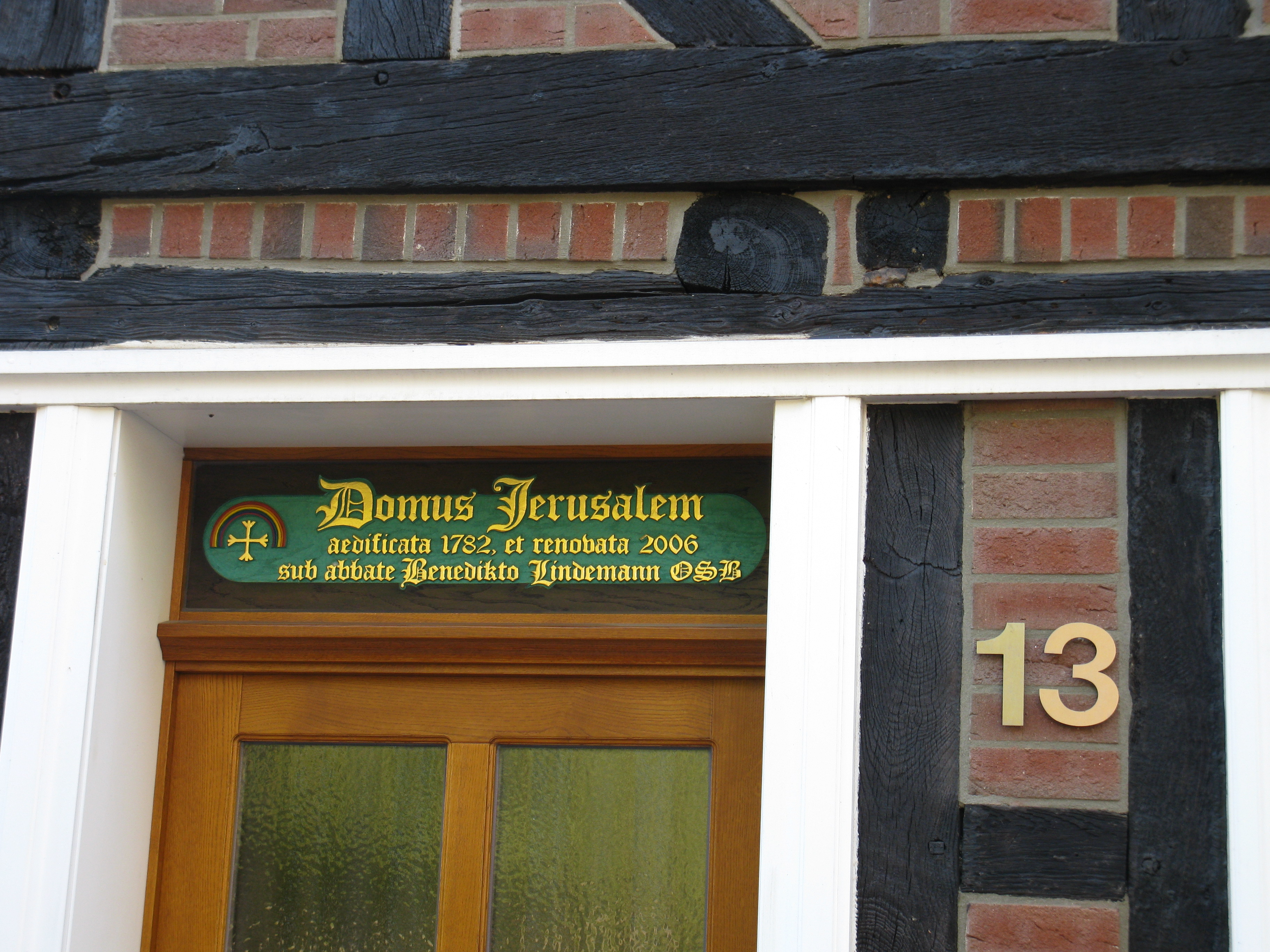
Casa de Jerusalén.

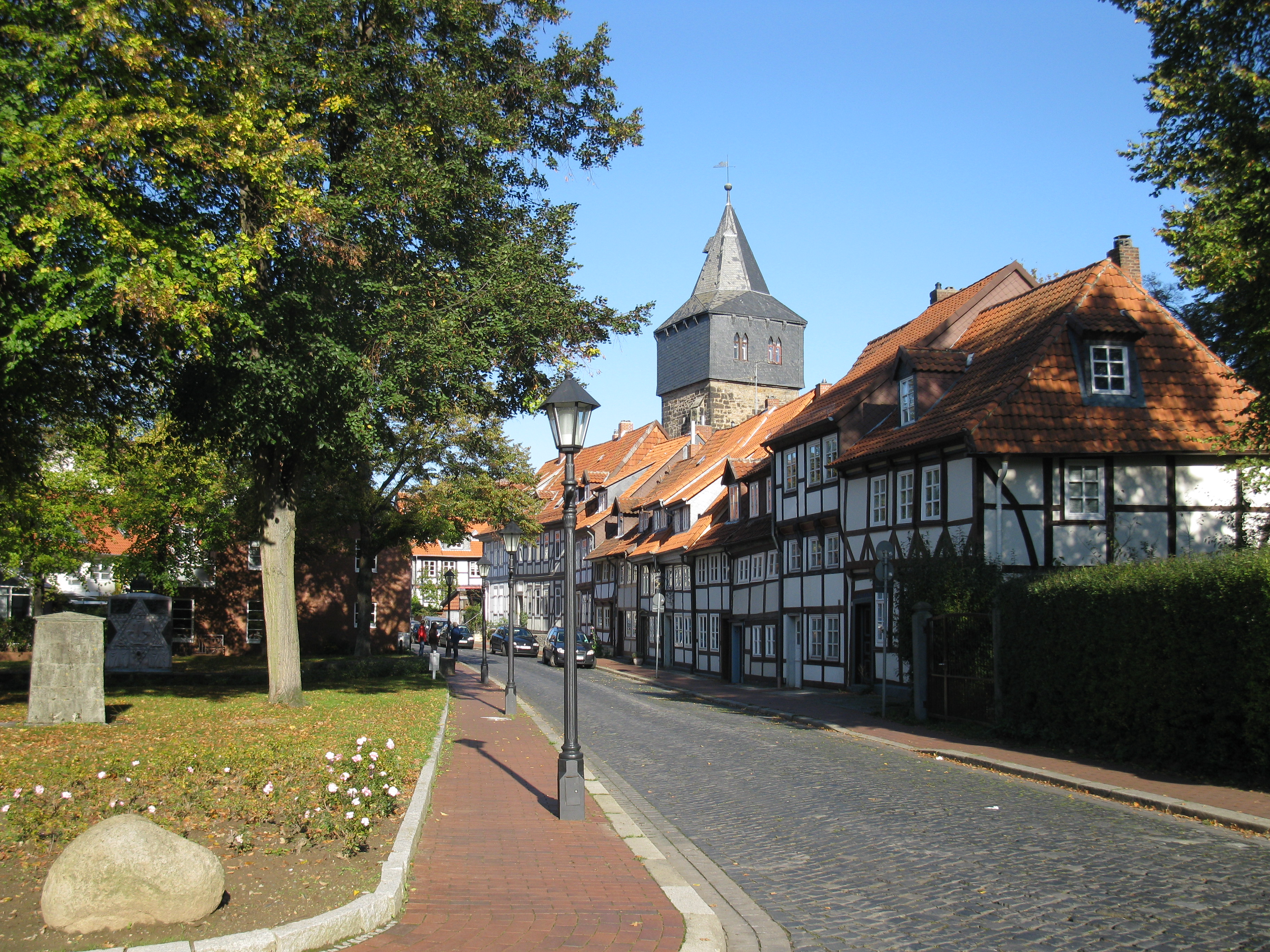
Vista parcial de la calle Lappenberg con la torre Kehrwiederturm.

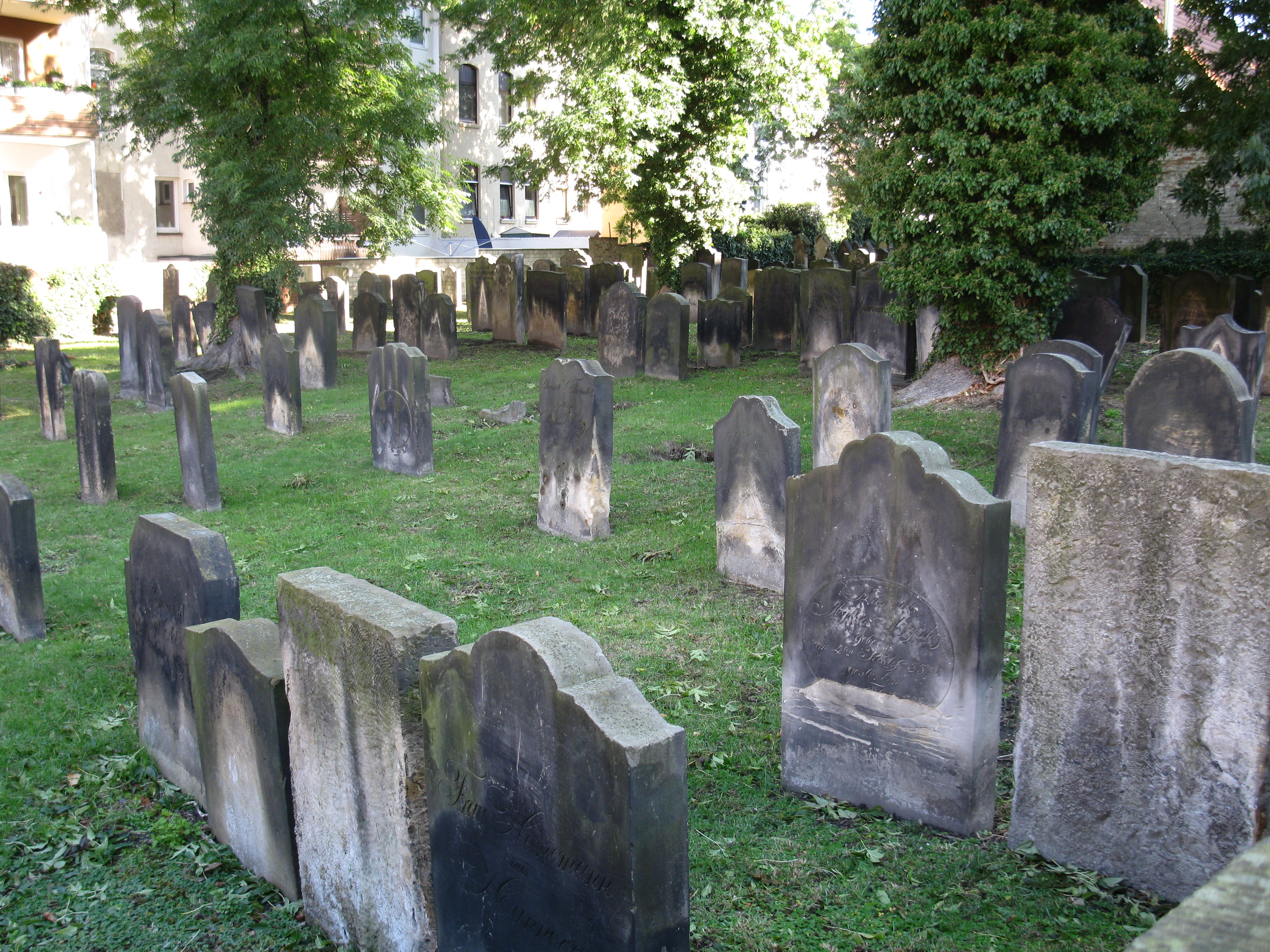
Antiguo cementerio judío en Hildesheim.

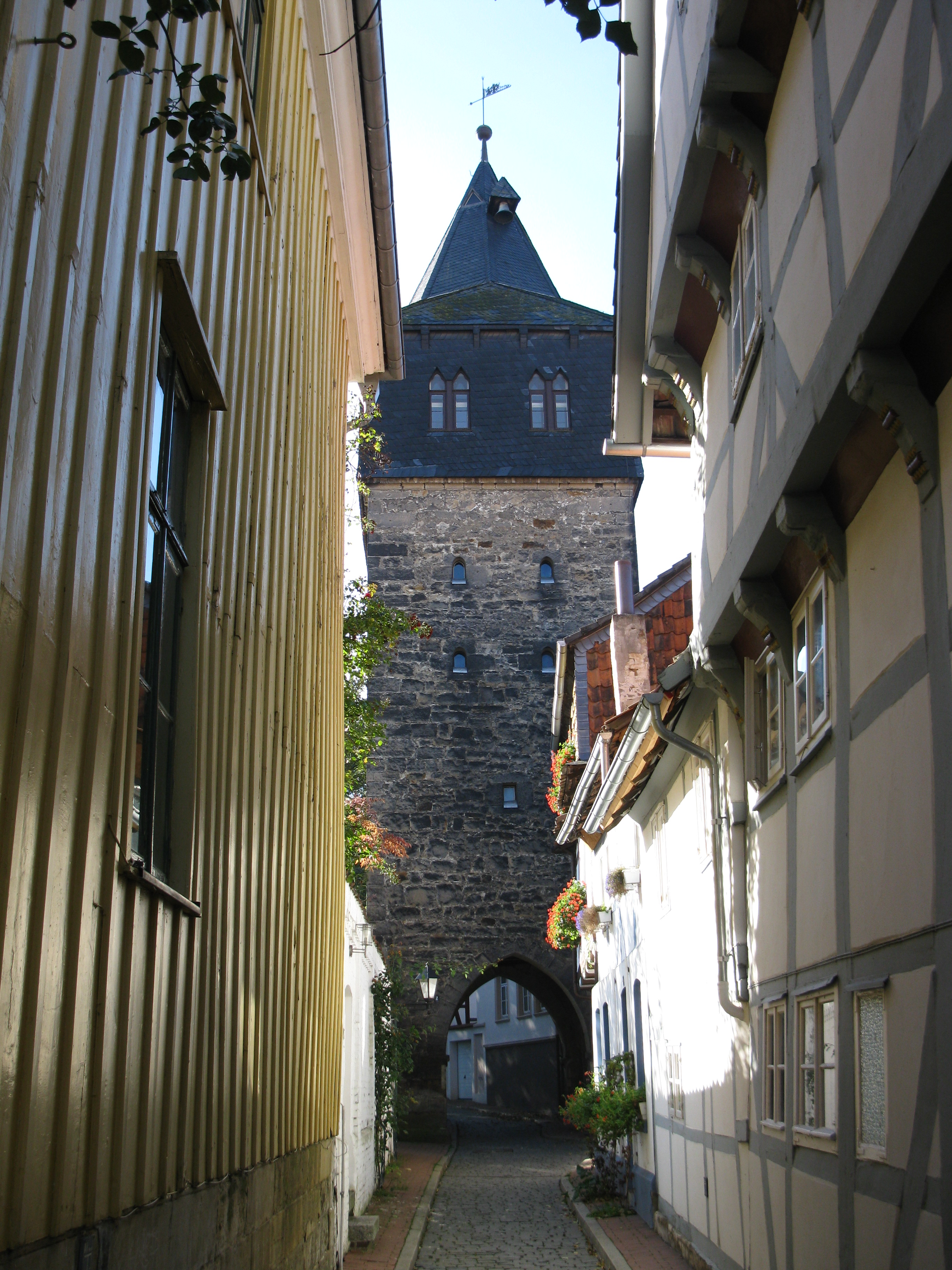
La callejuela Am Kehrwieder en la antigua judería.

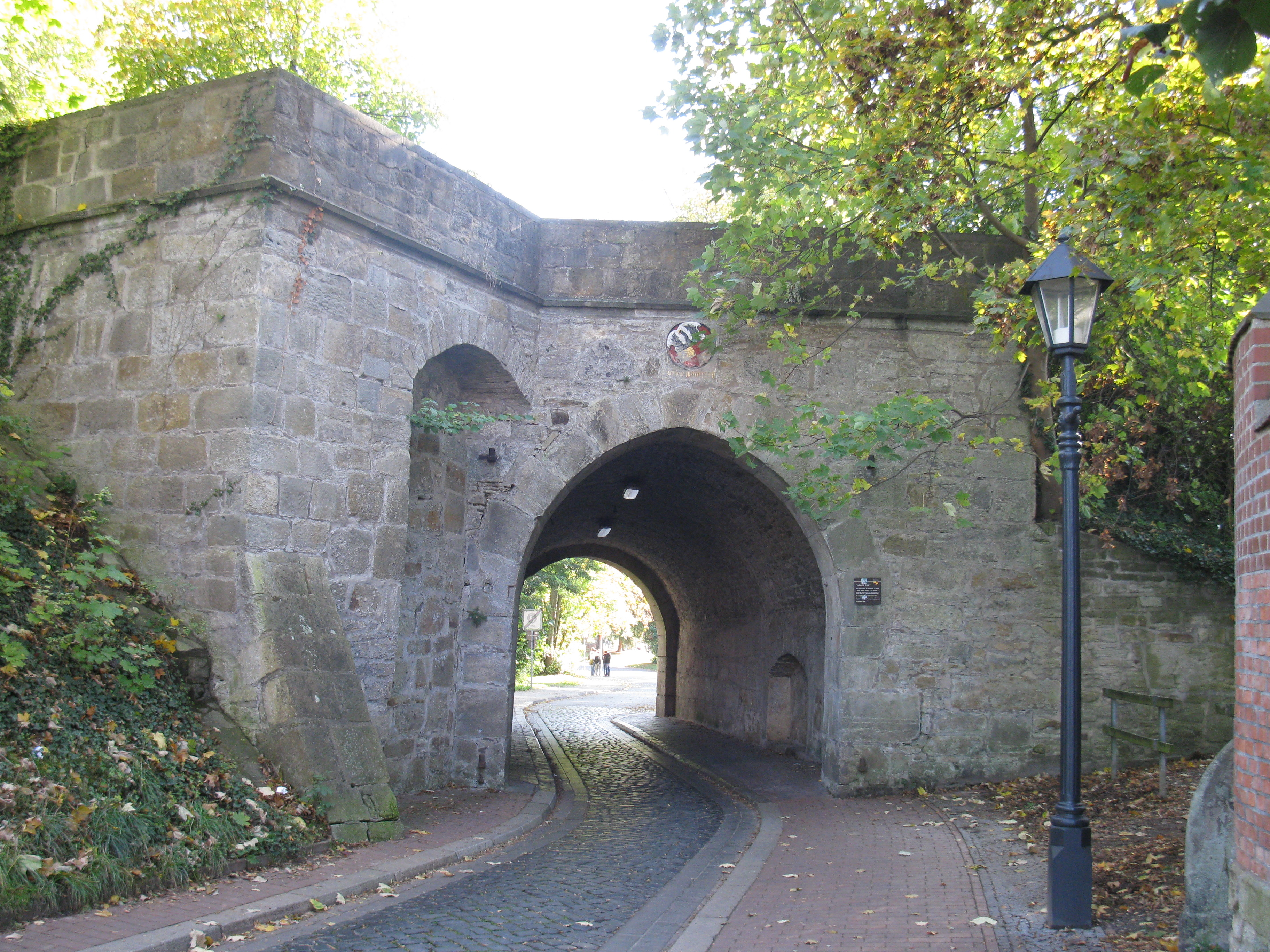
La antigua puerta de la ciudad Neues Tor.

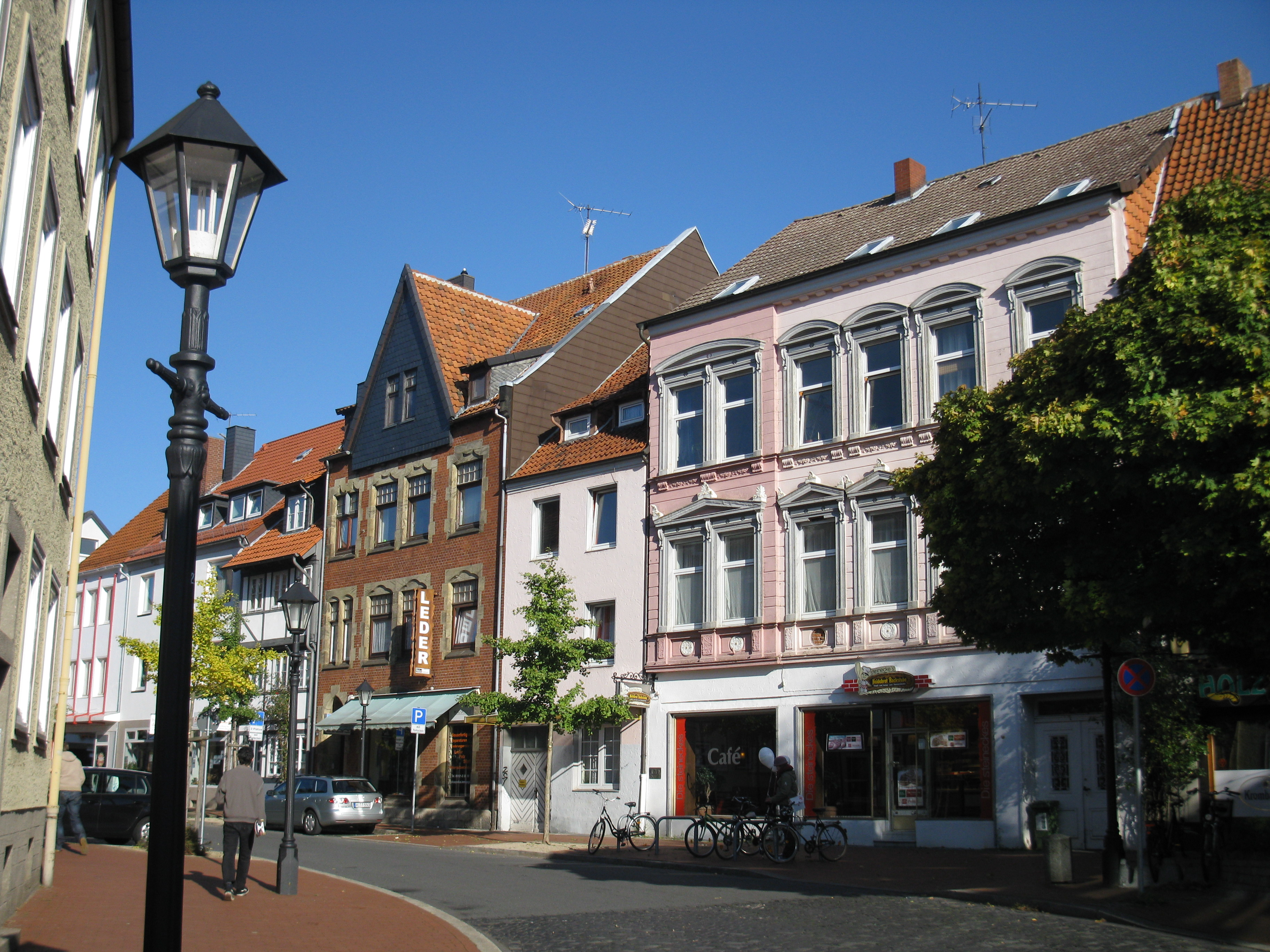
La calle Wollenweberstrasse en la antigua judería

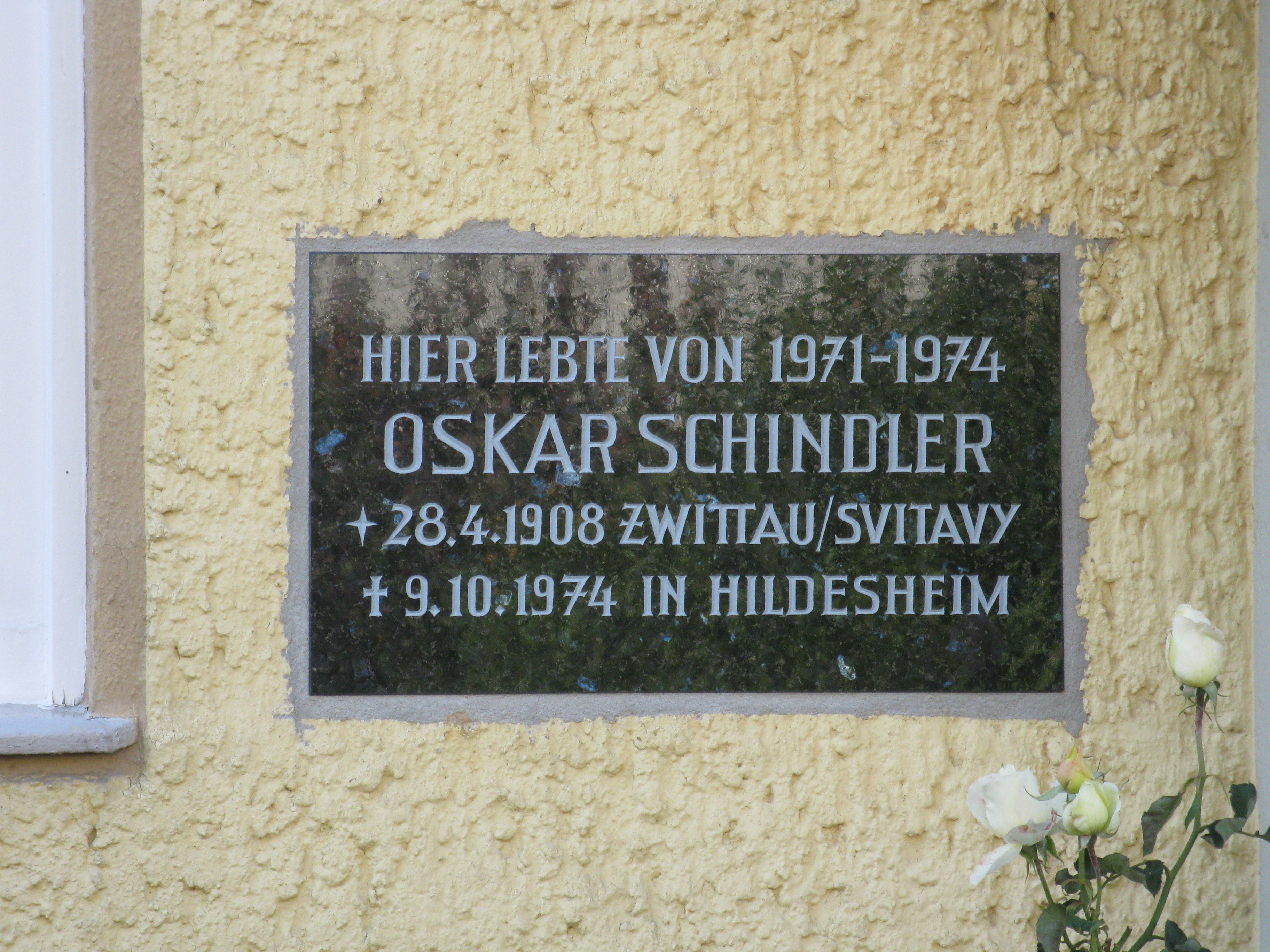
Placa conmemorativa en la calle Goettingstrasse 30

A partir del principio del siglo XVI aproximadamente vivían judíos en Hildesheim. En 1536, la calle Lappenberg fue mencionada como el lugar de residencia de judíos por primera vez. Llegó a ser el centro del barrio de los judíos después. En 1803, Hildesheim tenía 11.108 habitantes de los cuales 377 eran judíos. 
La sinagoga de Hildesheim fue construida en 1849 en la calle Lappenberg. En 1881 fue inaugurada una escuela judía frente a la sinagoga. La mayoría de los judíos de Hildesheim siguieron viviendo en las calles y callejuelas alrededor de Lappenberg. En 1933, a principios del régimen nacionalsocialista, Hildesheim tenía 62.519 habitantes de los cuales 515 (0,8%) eran judíos. Fue incendiada la sinagoga en la noche del 9 al 10 de noviembre de 1938.
En la Segunda Guerra Mundial los edificios de Lappenberg apenas fueron afectados por los bombardeos. El 22 de marzo de 1945, algunas de las casas fueron deterioradas y solamente una (Lappenberg 16) fue destruida y reconstruida en el estilo auténtico después de la guerra.
Hoy día, Lappenberg es una atracción turística de primera categoría debido a sus casas con entramado de madera y debido a sus monumentos arquitectónicos.

## Arquitectura
- El monumento de la sinagoga fue construido en 1988 en el lugar donde se encontraba la sinagoga antes de su destrucción. Se compone de un cubo con la estrella de David. Un muro que fue edificado sobre el fundamento de la sinagoga visualiza la forma y las dimensiones de la misma. Se nota que la sinagoga tenía una forma octogonal y dos torres. La entrada se hallaba en el oeste y el ápside en el este. Una placa conmemorativa contiene las informaciones necesarias.

- La antigua escuela de la judería (Lappenberg 21) fue inaugurada en 1881. Se trata de una construcción en ladrillo en el estilo neogótico. Era una escuela primaria pública. El número de alumnos se elevó a 31 en 1932 antes del régimen nacionalsocialista y a 10 en 1939. Después de la destrucción de la sinagoga en 1938, la escuela llegó a ser el edificio más importante de la comunidad de los judíos. Fue cerrada y transformada en un hogar para niños en 1942.

- La calle Lappenberg se compone de casas con entramado de madera bien conservadas la mayoría de las cuales fueron construidas en el siglo XVI. En las fachadas de algunas hay esculturas en madera. La casa número 3, por ejemplo, construida en 1750 y renovada en 1989, tiene una estrella de David tallada por encima de la entrada. En algunos casos, el año de la construcción está indicado en la fachada. Muchas casas tienen puertas viejas de madera con muchas colores.

- La casa número 13 se llama Domus Jerusalem (Casa de Jerusalén). Fue construida en 1782 y renovada en 2006.

- Un antiguo cementerio de los judíos está ubicado en la calle Teichstrasse en el barrio Oststadt a un quilómetro de Lappenberg. Fue fundado a principios del siglo XVI y cerrado en 1892 cuando fue fundado otro cementerio judío en el norte de la ciudad. Además, existe otro cementerio más pequeño en la calle Bennostrasse en el barrio Moritzberg en el oeste de Hildesheim.

- La torre Kehrwiederturm, construida en el siglo XIV, es uno de los símbolos más conocidos de Hildesheim. Con 30 metros de altura era una parte de la muralla medieval de Hildesheim. Se halla detrás del Lappenberg en la pintoresca callejuela Am Kehrwieder.

- La antigua puerta de la ciudad Neues Tor construida en el siglo XIV y el terraplén medieval Kehrwiederwall se encuentran en el sur de Lappenberg. En el norte del antiguo barrio de los judíos está ubicada la histórica calle Wollenweberstrasse.

## Informaciones adicionales
Oskar Schindler vivía en Hildesheim desde 1971 hasta su muerte en 1974. Murió en el hospital Sankt-Bernward Krankenhaus. Vivía en la calle Goettingstrasse en el barrio Weststadt donde una placa conmemorativa está fijada en la fachada de la casa número 30 donde vivía.
El 10 de noviembre de 2009, fue inaugurada la nueva sinagoga de Hildesheim en un edificio proporcionado gratuitamente por la iglesia católica. La comunidad de los judíos de Hildesheim tenía 35 miembros en 2009.